# Новолебяжье
Новолебяжье — деревня в Вельском районе Архангельской области. Входит в состав муниципального образования «Верхнеустькулойское».

## География
Деревня расположена в южной части Архангельской области, в таёжной зоне, в пределах северной части Русской равнины, в 47 километрах на юго-восток от города Вельска, на левом берегу реки Кулой притока Ваги. Ближайшие населённые пункты: на северо-западе деревня Шестниковская.
Часовой пояс
Новолебяжье, как и вся Архангельская область, находится в часовой зоне МСК (московское время). Смещение применяемого времени относительно UTC составляет +3:00.

## Население
| 2002 | 2010 | 2012 | 2014 |
| ---- | ---- | ---- | ---- |
| 26   | ↘17  | ↗21  | ↘20  |

## История
Указана в «Списке населённых мест по сведениям 1859 года» в составе Вельского уезда(2-го стана) Вологодской губернии под номером «2612» как «Лебяжевская(Лебяжье)». Насчитывала 10 дворов, 39 жителей мужского пола и 49 женского. В 1 километре на север, на противоположном берегу реки на картах указано урочище Старолебяжье. Вероятно деревня была перемещена.
В материалах оценочно-статистического исследования земель Вельского уезда упомянуто, что в 1900 году в административном отношении деревня входила в состав Лиходиевского сельского общества Кулойско-Покровской волости. На момент переписи в селении Новое Лебяжье(Лебяжевская) находилось 7 хозяйств, в которых проживало 23 жителя мужского пола и 23 женского.